# Покровська церква (Львів)
Церква Покро́ви Пресвято́ї Богоро́диці (давніше костел святого Миколая, костел Пресвятої Трійці та святого Миколая Єпископа, тринітарський костел) — чинна церква, катедральний собор Львівсько-Сокальської єпархії Православної церкви України, пам'ятка архітектури XVIII століття у Львові. Розташована в центральній частині міста, на вулиці Михайла Грушевського, 2.

## Історія
Перші тринітарії прибули до Львова 1685 року з Іспанії. Поступово вони придбали кілька будинків у львівському середмісті, де влаштували тимчасовий монастир.

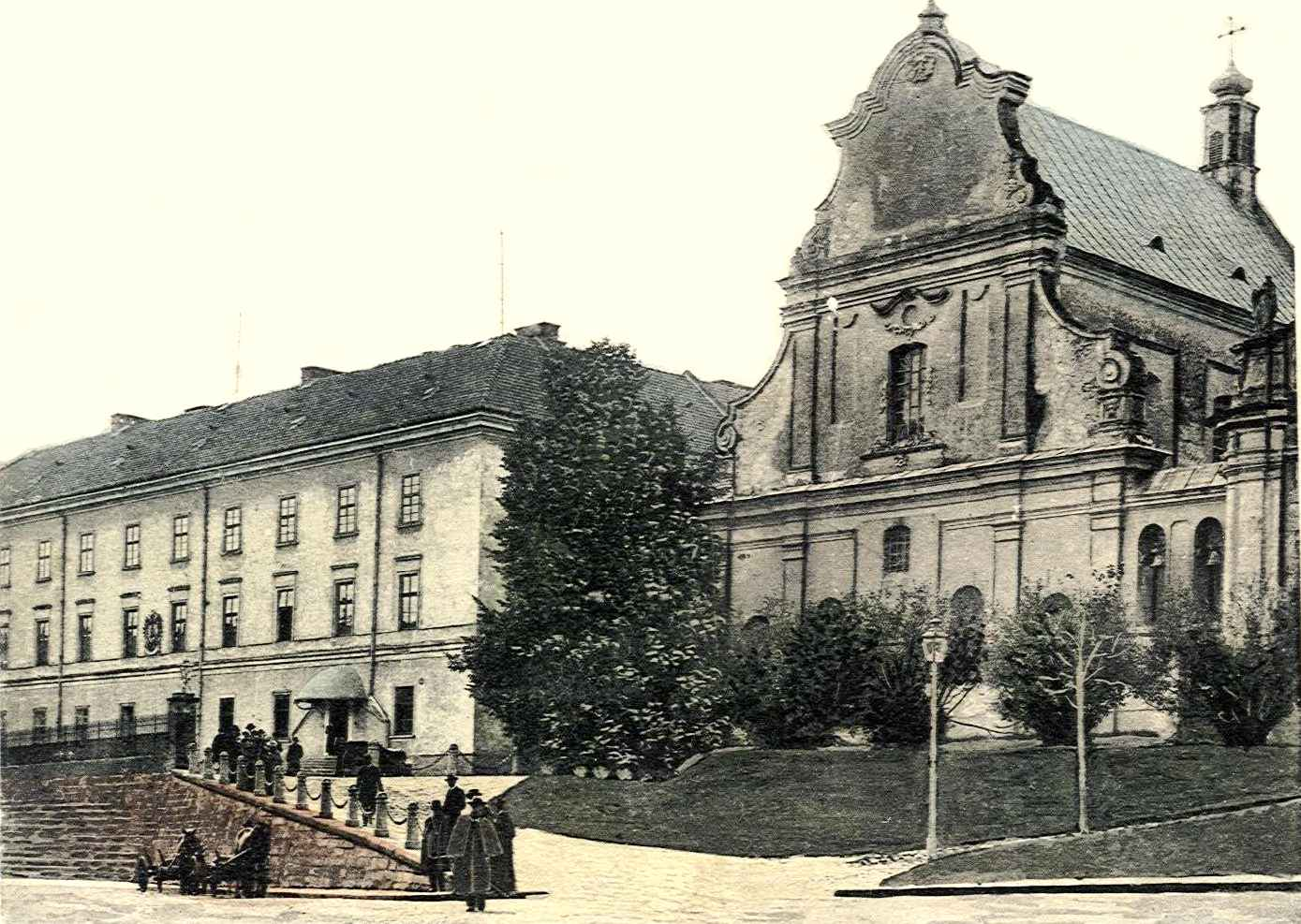

22 серпня 1693 року затвердили перший документ стосовно фундушів монахам. Миколай Стшалковський записав у 1694 році 40000 злотих для монастиря. Також заповів ченцям земельну ділянку на Галицькому передмісті і кошти на будівництво.
Дерев'яний монастир на мурованому фундаменті було споруджено 1694 року. Через 2 роки завершено будівництво дерев'яного костелу святого Миколая. У 1739—1745 роках коштом Самуеля Мухавецького та Яна Яблоновського споруджено сучасну будівлю. 1769 року сталась пожежа. Відбудова тривала до 1777 року. 1782 року орден тринітаріїв був скасований — 9 капланів, 3 брати, що мешкали тут, змушені були залишити святиню.
Інвентар 1783 року засвідчив, що у костелі було 10 вівтарів (включно із головним), амвон, 9-голосний орган на хорах. 1790 року костел став парафіяльним, а у кляшторі розмістилась плебанія. 1837 року храм віддано під опіку Єзуїтам. У 1853 році поруч із костелом, у будинку Єзуїтського конвікту був розташований Львівський університет. 1903 року завершено реставрацію під керівництвом Міхала Лужецького.
Авторство проєкту приписують італійцеві Франческо Плачиді. Будівельником, ймовірно, був чернець-тринітарій Казимир Гронацький, уродженець Любліна.

## Архітектура
Костел тринавний, перекритий напівциркульними склепіннями з розпалубками. Фасад завершено традиційним для свого часу фронтоном з волютами. Площина фасаду розчленована пілястрами і значно розвинутими карнизами.
Інтер'єр виконаний в стилі рококо та прикрашений пишною ліпниною, різьбленням по дереву і скульптурою. Автором ліпного декору, виконаного в 1746 році, був чернець Л. Печицький (з Підляшшя). Вівтарна дерев'яна скульптура належить майстру Себастьянові Фесінґеру.
Цінною пам'яткою мистецтва є вівтар Шольц-Вольфовичів, зроблений близько 1595 року, що знаходиться у лівій наві. Він походить з Латинського собору Львова, його фундатором у 1595 році був райця Львова Ян Шольц-Вольфович, виконаний скульптором Яном Зарембою (польський дослідник Збіґнєв Горнунґ припускав авторство Андреаса Бемера).

## Статуя Яна Непомука
З 1796 року перед храмом стояла статуя святого Яна Непомука, яка перед тим розташовувалася біля мосту через Полтву на Галицькому передмісті, потім — на Академічній площі.

## Світлини

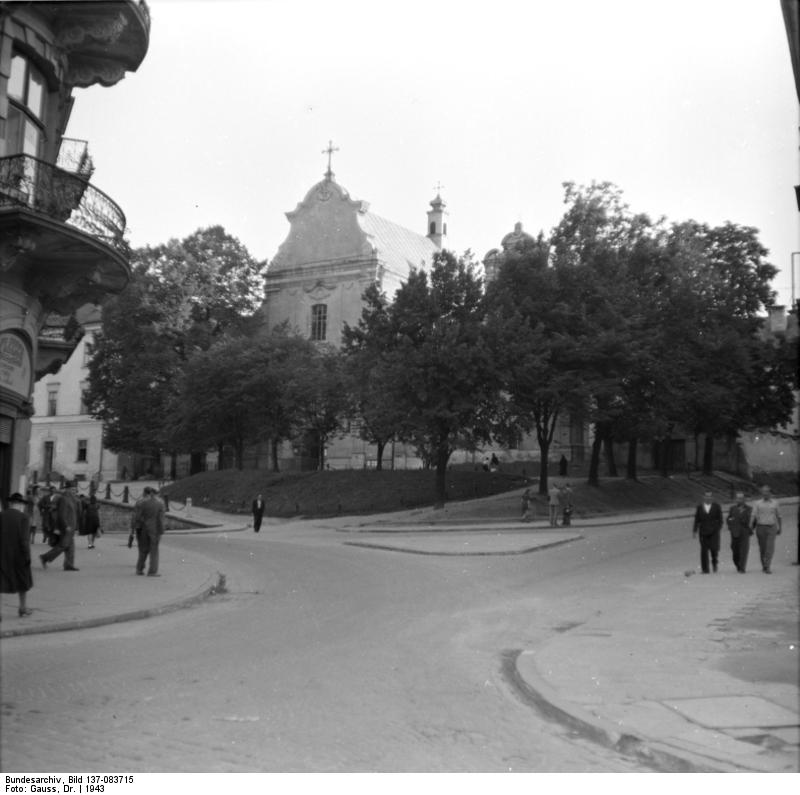
1943 рік
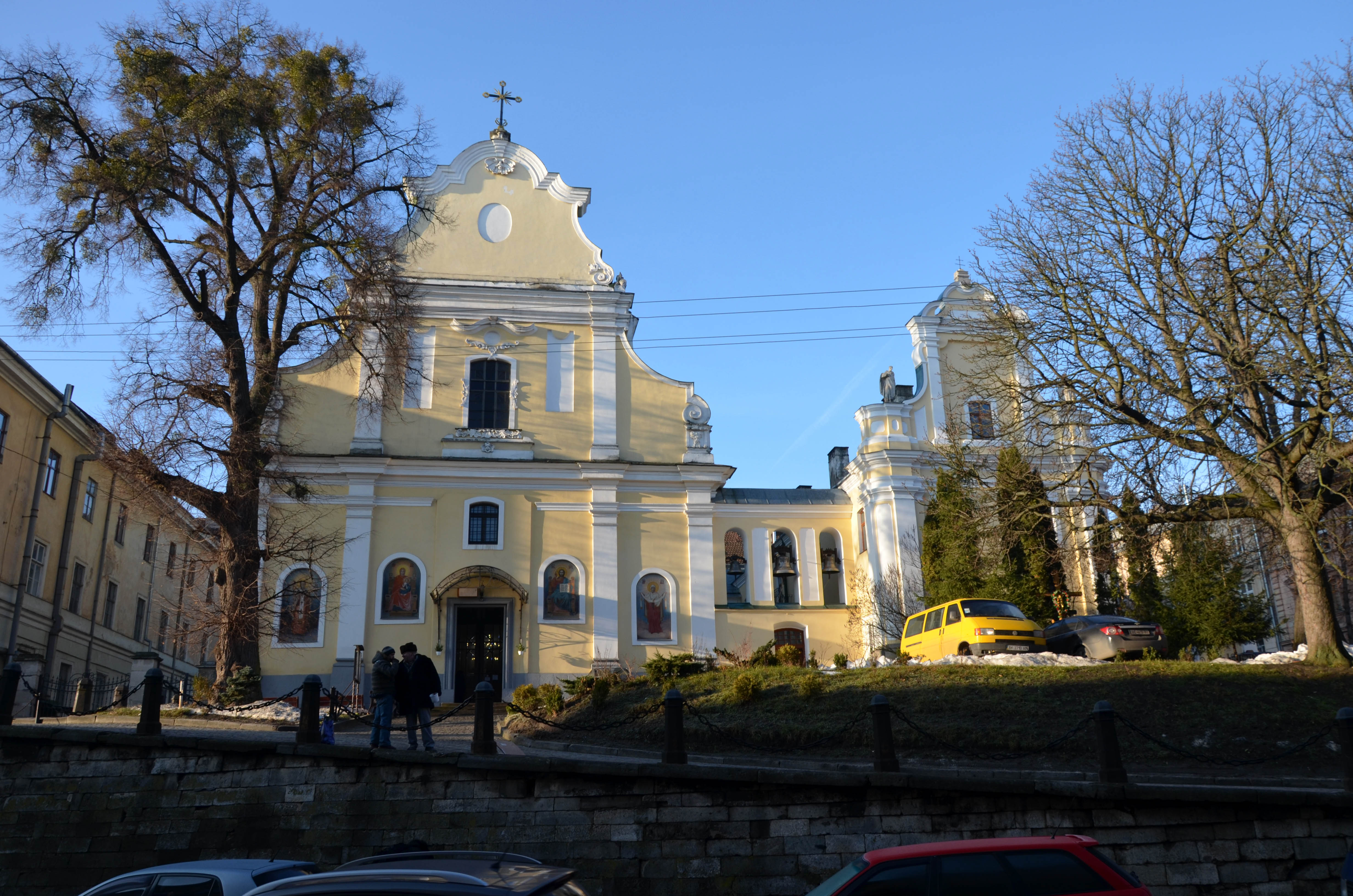
Сучасний стан (2015 рік)
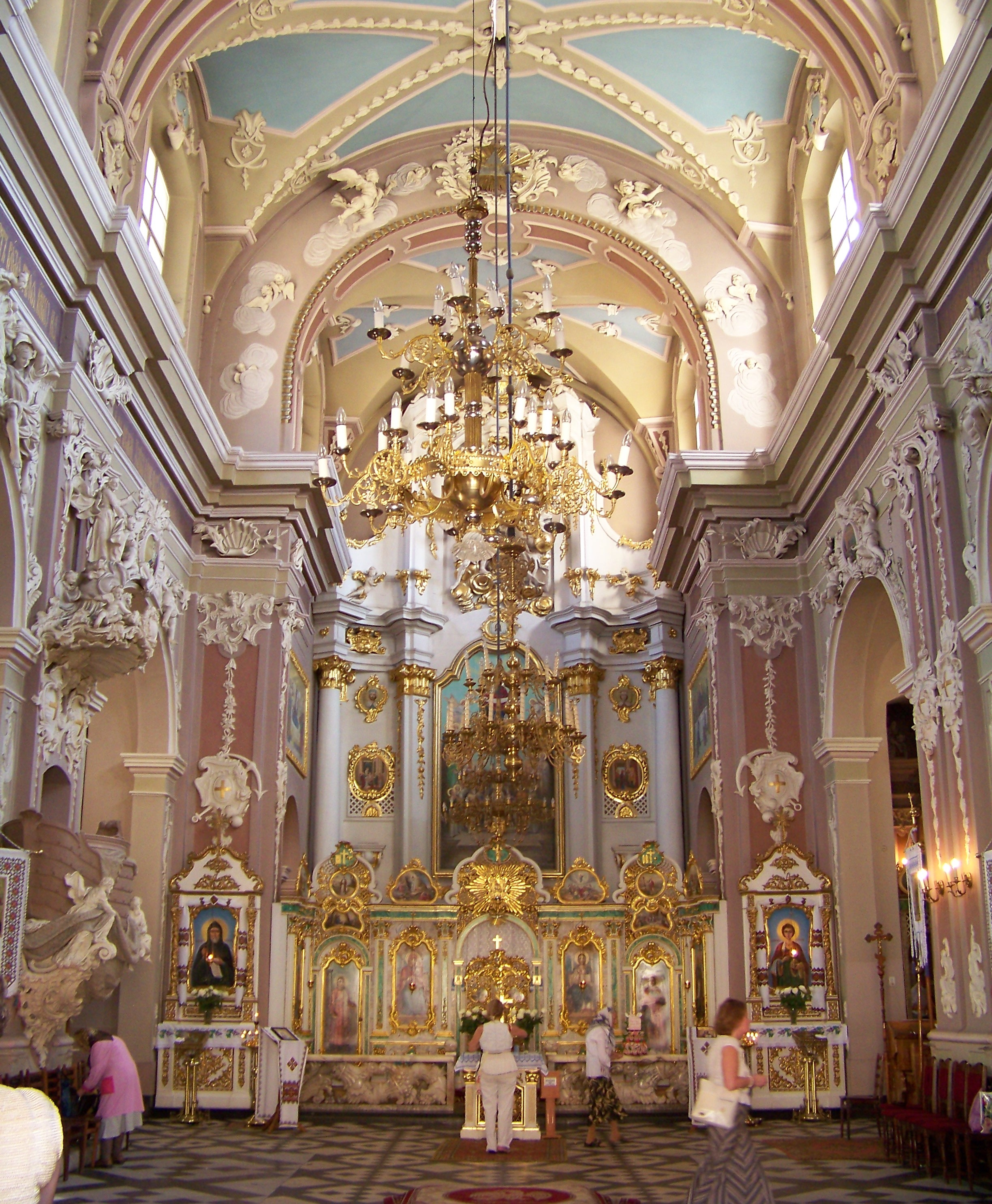
Всередині